# BOYSGROUP
BOYSGROUP（ボーイズグループ）は、かつて存在した日本のボーイズグループ。WACK所属。ファンの総称は「男子組」。

## 概要
WACKが初めて手がけたメンズグループ。
メンバーは2022年2月と8月の2度の合宿オーディションにより選ばれ、大阪を拠点に活動した。
2023年5月14日、「BOYSGROUP 1st ONEMAN TOUR」大阪公演をもって解散した。

## 沿革

### 2022年
- 2月24日 - 2月27日、WACKによる男性を対象とした合宿オーディション「WACKメンズ合同オーディション2022」開催された、候補生のジョンゴクウ（仮）、チン・ボンボン（仮）、チ・ヂミン（仮）の3名が合格[2]。3名は新グループの始動に向けて準備期間に入る[2]。
- 8月18日 - 21日、「第二回WACKメンズ合同オーディション2022」開催された、候補生のnew（仮）、エッチチチーチーチー（仮）、ヤット・ジ・エンドウ（仮）、ハナゲモンスター（仮）の4人が合格となり、前回のオーディション合格者であるシュンジ、リョウセイ、リンとともに7人で活動する[3]。また、活動拠点を大阪にすることが発表された[3]。同日、Twitterアカウント開設された[4]、WACK BOYZとして活動準備期間の様子をTwitterにて発信[4][1]。
- 10月30日、ヒナタが学業専念のため活動辞退。以降は6人体制で活動[5]。
- 12月7日、グループ名およびビジュアルが公開された[6]。また、11月下旬にはメンバー6名で共同生活を行っていることを公表した[6]。
- 12月9日、「WACKメンズ合同オーディション」の審査にて使用された楽曲「BG」「恋病」「絶対に離さないで」がSoundCloudにて先行公開された[7]。

### 2023年
- 1月18日、1stアルバム「We are BOYSGROUP」をリリース。
- 1月29日、大阪・梅田Shangri-Laにて初のワンマンライブ「We are BOYSGROUP」が開催された。
- 4月27日、WACK公式サイトにてリョウセイの活動休止を発表[8]。
- 5月10日、1stシングル「スーパーヒーロー」をリリース[9]。
- 5月14日、「BOYSGROUP 1st ONEMAN TOUR」大阪公演をもって解散[10]。

## メンバー

### 解散時のメンバー
| 氏名       | 誕生日   | 出身         | 備考 |
| ---------- | -------- | ------------ | --- |
| シュンジ   | 8月30日  | 東京都       | 第一回WACKメンズ合同オーディション2022にて加入。候補生時の名前はチ・ヂミン。 解散後、2023年8月より「ユニコーン2.0」を立ち上げ活動。                                                                          |
| リョウセイ | 10月5日  | 東京都       | 第一回WACKメンズ合同オーディション2022にて加入。候補生時の名前はチン・ボンボン。 解散後、2023年8月より「ユニコーン2.0」を立ち上げ活動。                                                                      |
| リン       | 11月17日 | 広島県       | 第一回WACKメンズ合同オーディション2022にて加入。 候補生時の名前はションゴクウ。 |
| リョウタ   | 1月22日  | 長崎県       | 第二回WACKメンズ合同オーディション2022にて加入。候補生時の名前はハナゲモンスター。 第一回ではウォンビーロングという名で参加していた。 解散後、2023年7月よりISM ENTERTAINMENT所属。舞台を中心に活動している。 |
| ハル       | 8月24日  | 北海道石狩市 | 第二回WACKメンズ合同オーディション2022にて加入。候補生時の名前はnew。 第一回ではコン・ブという名で参加していた。 解散後、2023年8月より「GOODLUXX」に加入し活動中。                                           |
| アユル     | 7月15日  | 福島県福島市 | 第二回WACKメンズ合同オーディション2022にて加入。 候補生時の名前はヤット・ジ・エンドウ。 |

### 元メンバー
| 氏名   | 備考 |
| ------ | --- |
| ヒナタ | 2022年10月30日活動辞退。 第二回WACKメンズ合同オーディション2022にて加入。候補生時の名前はエッチチチーチーチー。 |

## 作品
順位はオリコン・ウィークリーランキング最高順位。

## ライブ

### ワンマン
| 公演名                    | 公演日        | 会場                 | 備考 |
| ------------------------- | ------------- | -------------------- | ---- |
| We are BOYSGROUP          | 2023年1月29日 | 大阪・梅田Shangri-La |      |
| BOYSGROUP 1st ONEMAN TOUR | 2023年5月5日  | 東京・下北沢SHELTER  |      |
| BOYSGROUP 1st ONEMAN TOUR | 2023年5月7日  | 愛知・新栄 DAYTRIVE  |      |
| BOYSGROUP 1st ONEMAN TOUR | 2023年5月14日 | 大阪・ESAKA MUSE     |      |

### イベント出演
| 公演名                  | 公演日        | 会場                 | 備考                                  |
| ----------------------- | ------------- | -------------------- | ------------------------------------- |
| Umeda iD Meeting 230419 | 2023年4月19日 | 大阪・梅田アムホール | ELVA/uuuniｰteとのツーマンとスリーマン |
| 異色                    | 2023年4月24日 | 京都・京都MOJO       | the twentiesとのツーマン              |